# Liste der Baudenkmale in Bartenshagen-Parkentin
In der Liste der Baudenkmale in Bartenshagen-Parkentin sind alle Baudenkmale der Gemeinde Bartenshagen-Parkentin (Landkreis Rostock) und ihrer Ortsteile aufgelistet (Stand 10. Februar 2021).

## Legende
In den Spalten befinden sich folgende Informationen:
- ID-Nr: Die Nummer wird von den Denkmalämtern der Landkreise vergeben. Wenn sie nicht bekannt ist, bleibt die Spalte leer. In dieser Spalte kann sich zusätzlich das Wort Wikidata befinden, der entsprechende Link führt zu Angaben zu diesem Denkmal bei Wikidata.
- Lage: die Adresse des Denkmales und die geographischen Koordinaten.
Link zu einem Kartenansichtstool, um Koordinaten zu setzen. In der Kartenansicht sind Denkmale ohne Koordinaten mit einem roten bzw. orangen Marker dargestellt und können in der Karte gesetzt werden. Denkmale ohne Bild sind mit einem blauen bzw. roten Marker gekennzeichnet, Denkmale mit Bild mit einem grünen bzw. orangen Marker.
- Bezeichnung: Bezeichnung, so wie sie in den offiziellen Listen der Denkmalämter steht. Ein Link hinter der Bezeichnung führt zum Wikipedia-Artikel über das Denkmal. Wenn die Bezeichnung der Denkmalämter inhaltlich fehlerhaft ist, ist in der Spalte „Beschreibung“ darauf hinzuweisen.
- Beschreibung: Beschreibung des Denkmales
- Bild: ein Bild des Denkmales und gegebenenfalls einen Link zu weiteren Fotos des Denkmals im Medienarchiv Wikimedia Commons

## Baudenkmale in den Ortsteilen

### Bartenshagen
| ID  | Lage                     | Bezeichnung                                                                                  | Beschreibung                                                                    | Bild                                                                                         |
| --- | ------------------------ | -------------------------------------------------------------------------------------------- | ------------------------------------------------------------------------------- | -------------------------------------------------------------------------------------------- |
| 127 | Am Stegebach 3 (Karte)   | Hallenhaus (Hof 1)                                                                           |                                                                                 | Hallenhaus (Hof 1)                                                                           |
| 128 | Am Stegebach 5 (Karte)   | Bauernhof mit Wohnhaus, Stall und Scheune (Hof 2)                                            |                                                                                 | Bauernhof mit Wohnhaus, Stall und Scheune (Hof 2)                                            |
| 129 | Am Stegebach 6 (Karte)   | Bauernhof mit Wohnhaus, Scheune, Hallenhaus, Torscheune, Pferdestall (Feldscheune) - (Hof 3) |                                                                                 | Bauernhof mit Wohnhaus, Scheune, Hallenhaus, Torscheune, Pferdestall (Feldscheune) - (Hof 3) |
| 786 | Am Stegebach 8 (Karte)   | Bauernhof mit Wohnhaus, 2 Scheunen und Hofmauer                                              |                                                                                 | Bauernhof mit Wohnhaus, 2 Scheunen und Hofmauer                                              |
| 131 | Am Stegebach 11 (Karte)  | Hallenhaus, (Altenteilerkaten, Hof 5)                                                        |                                                                                 | Hallenhaus, (Altenteilerkaten, Hof 5)                                                        |
| 132 | Am Stegebach 12 (Karte)  | Hallenhaus und Scheune - (Hof 6)                                                             | Das Hallenhaus wurde umfangreich saniert, während die Scheune zurzeit verfällt. | Hallenhaus und Scheune - (Hof 6)                                                             |
| 133 | Am Stegebach 13 (Karte)  | Hallenhaus (Altenteiler zu Hof 6)                                                            |                                                                                 | Hallenhaus (Altenteiler zu Hof 6)                                                            |
| 134 | Am Stegebach 14 (Karte)  | Bauernhof mit Wohnhaus, Scheune und Stall                                                    |                                                                                 | Bauernhof mit Wohnhaus, Scheune und Stall                                                    |
| 135 | Am Stegebach 17 (Karte)  | Bauernhof mit Wohnhaus, Scheune und Stall                                                    |                                                                                 | Bauernhof mit Wohnhaus, Scheune und Stall                                                    |
| 136 | Am Stegebach 19 (Karte)  | Wohnhaus (ehem. Büdnerei)                                                                    |                                                                                 | Wohnhaus (ehem. Büdnerei)                                                                    |
| 137 | Am Stegebach 20 (Karte)  | Hallenhaus (ehem. Schule)                                                                    |                                                                                 | Hallenhaus (ehem. Schule)                                                                    |
| 138 | Am Stegebach 20 (Karte)  | Neues Schulgebäude                                                                           |                                                                                 | Neues Schulgebäude                                                                           |
| 139 | Am Stegebach 23a (Karte) | Backhaus                                                                                     |                                                                                 | Backhaus                                                                                     |

### Parkentin
| ID  | Lage                          | Bezeichnung                                                           | Beschreibung | Bild                                                                  |
| --- | ----------------------------- | --------------------------------------------------------------------- | --- | --------------------------------------------------------------------- |
| 569 | Rostocker Straße 25 (Karte)   | Pfarrhaus                                                             | | Pfarrhaus                                                             |
| 570 | Rostocker Straße 26 (Karte)   | Ziehbrunnen (Sod)                                                     | | Ziehbrunnen (Sod)                                                     |
| 571 | Doberaner Straße 35 (Karte)   | Hallenhaus                                                            | | Hallenhaus                                                            |
| 572 | (Karte)                       | Kirche                                                                | Gotischer Backsteinbau vom Anfang des 13. Jahrhunderts; quadr. Chor aus Feldstein mit Ostgiebel aus Backstein; 3-schiffiges, 2-jochiges Langhaus aus Backstein mit Kreuzrippengewölbe und mit östl. Spitzbogenfries, späterer Westturm mit Seitenkapellen, später mit vier Giebeln und achtseitigem Spitzhelm ergänzt; Innen: 1899 entdeckte Fresken im Kuppelgewölbe vom 15. Jh., frühgotischer Taufstein, spätgotischer Altaraufsatz, Kanzel von 1615; die Kirche wurde um 1200 durch das Kloster Doberan begründet. | Kirche                                                                |
| 573 | Rostocker Straße 6/6a (Karte) | Bauernhof mit Wohnhaus, Scheune mit Göpelanbau, Viehhaus und Backhaus | | Bauernhof mit Wohnhaus, Scheune mit Göpelanbau, Viehhaus und Backhaus |

## Ehemalige Baudenkmäler

### Bartenshagen
| ID | Lage                   | Bezeichnung                   | Beschreibung | Bild                          |
| -- | ---------------------- | ----------------------------- | ------------ | ----------------------------- |
|    | Am Stegebach 7 (Karte) | Hallenhaus (Altenteilerkaten) |              | Hallenhaus (Altenteilerkaten) |

### Parkentin
| ID | Lage    | Bezeichnung                   | Beschreibung                                                                                       | Bild                          |
| -- | ------- | ----------------------------- | -------------------------------------------------------------------------------------------------- | ----------------------------- |
|    | (Karte) | Bahnhof                       | Das Bahnhofsgebäude von um 1883 an der Bahnstrecke Wismar–Rostock wird heute als Wohnhaus genutzt. | Bahnhof                       |
|    | (Karte) | Brücke des ehem. Kirchsteiges | | Brücke des ehem. Kirchsteiges |

## Quelle
Denkmalliste des Landkreises Rostock A ‐ Z (Stand: 10. Februar 2021; PDF, 497 KB)